# Yantra-Tätowierung

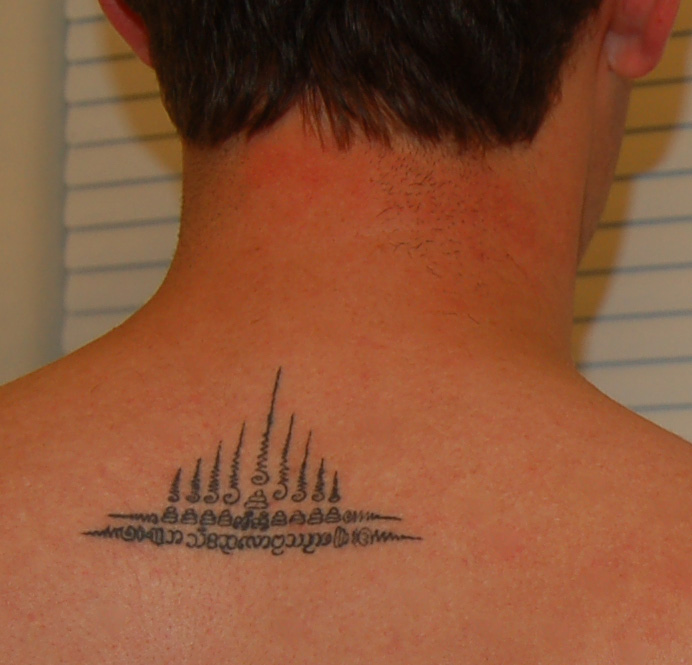
Yantra-Tätowierung auf dem Nacken

Als Yantra-Tätowierung, auch sak yant (Thai: สักยันต์) genannt, wird eine sakrale Form der Tätowierung bezeichnet, welche in Südostasien – vor allem in Kambodscha, Laos und Thailand – verbreitet ist. Die Praxis des sak yant erfreut sich seit geraumer Zeit auch unter chinesischen Buddhisten in Singapur wachsender Beliebtheit. Sak kann mit „(Tätowierung) stechen“, yant – abgeleitet von sanskr. yantra – mit „sakrale geometrische Figur“ wiedergegeben werden. Das yantra hat die Aufgabe, (psychische) Kräfte in einem – teilweise komplexen – Muster oder Ornament zu konzentrieren und nutzbar zu machen.

## Tätowierprozess

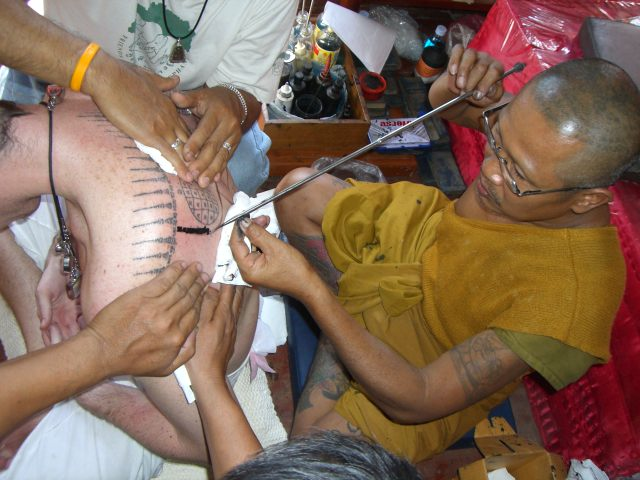
Hlwong Pi Pant sticht ein sak yant in der Provinz Ang Tong

Der Prozess des Stechens von Yantra-Tätowierungen wird als bidhi sak (Thai: พิธีสัก – pʰítʰi sàk) bezeichnet. Der acharn sak (Thai: อาจารย์สัก – [ʔatɕaːn sàk]), wörtlich etwa „(ehrenwerter) Tätowier-Lehrer“, genannte Tätowiermeister sticht hierbei das Motiv mittels eines traditionellen Tätowierinstrumentes, mai sak genannt. Bei dem mai sak handelt es sich um einen langen, angespitzten Bambusstab. Alternativ kann eine als khem sak bezeichnete Metallspitze angesetzt werden. Bei dem Tätowierer kann es sich um einen buddhistischen Mönch, einen traditionellen Heiler oder andere magische oder religiöse Handlungen praktizierende Spezialisten handeln. Als Grundstoff der Tätowiertinte wird meist dicke chinesische Tinte verwandt. Diese kann und wird teilweise noch mit der Gallenflüssigkeit eines Feindes, mit der zermahlenen Haut eines Mönches oder anderen (magischen) Substanzen angereichert, um – wie durch die Auswahl spezifischer Sprüche und Formen – Funktionsweise und Auswirkungen der Tätowierung zu beeinflussen. Nachdem der Vorgang des Stechens abgeschlossen ist, muss die Tätowierung konsekriert werden um ihre volle Macht zu entfalten. Dies geschieht entweder durch Schläge des Tätowiermeisters auf die noch wunde Stelle und Rezitation oder rituelle Besprengung der Tätowierung (mit einer Flüssigkeit) nach Möglichkeit durch mehrere Mönche unterschiedlicher Klöster. Während und als Vorbereitung auf den Akt des Tätowierens werden Räucherwaren verbrannt, heilige oder Lehrtexte oder Mantras rezitiert.

## Geschichte

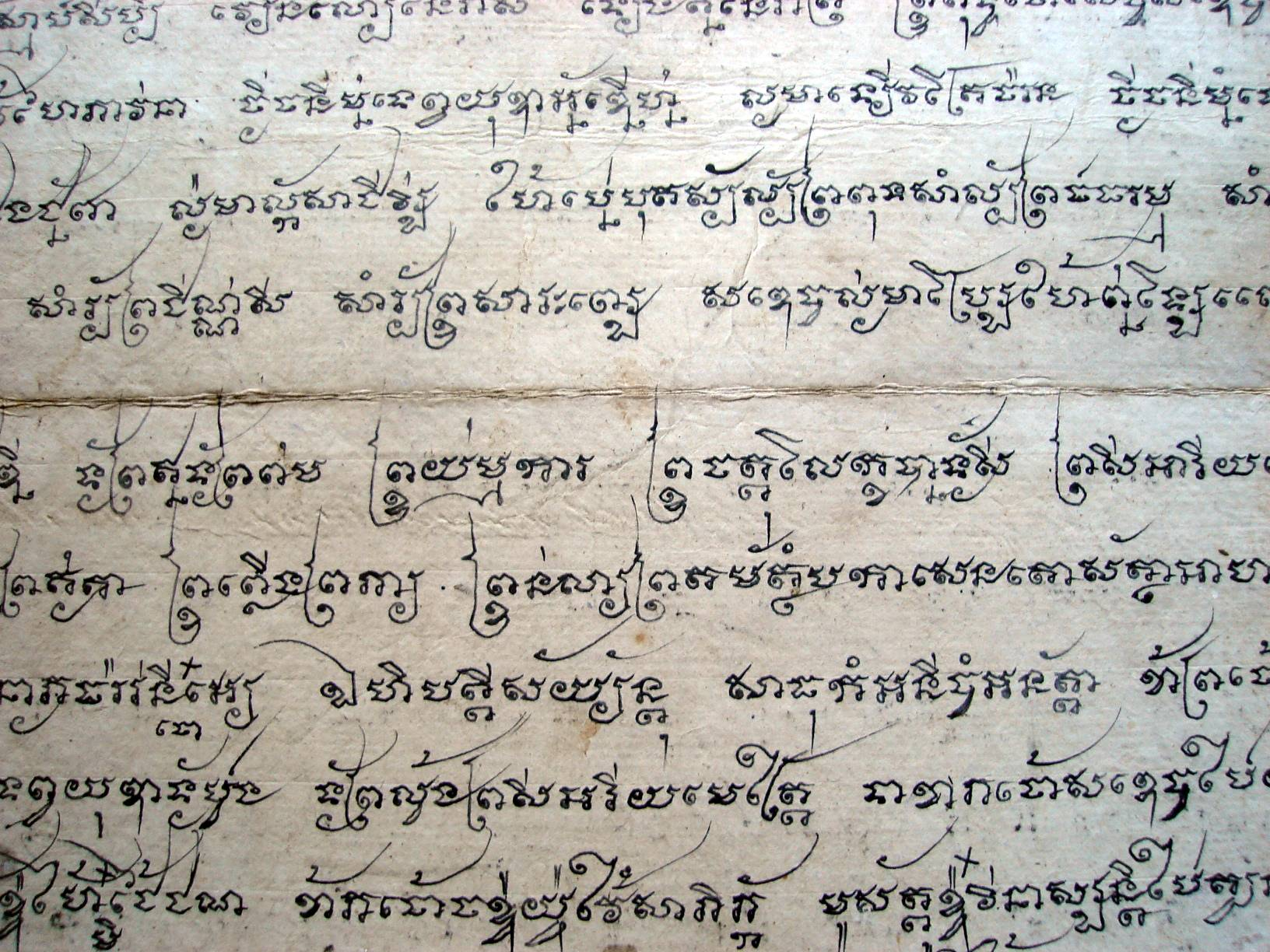
Buddha-Sutra, geschrieben in der Âksâr khâm-Variante der alten Khmer-Schrift

Bei der für eine Yantra-Tätowierung gebrauchten Schrift handelt es sich um ein Konglomerat der Schrift der alten Khmer und buddhistischer Pali-Schrift. Diese Schriftart wird auch als Âksâr khâm (អក្សរខម) bezeichnet und wurde zur Schreibung von Palitexten auf Palmblättern benutzt. Der Stil zeichnet sich durch betonende Serifen und Kanten aus. Die Praxis der Yantra-Tätowierung scheint sich bis in die Zeit des Khmer-Königreiches Kambuja zurückverfolgen zu lassen; zumindest kam es im Khmer-Reich zwischen dem 11. und 14. Jahrhundert zu einer Blüte buddhistisch geprägter Kunstformen. Die eingewanderten Thai konnten somit bei der Ausprägung eigenständiger künstlerischer Traditionen auf das Substrat der Dvâravatî- und Khmer-Kunst zurückgreifen.
Zudem verbinden einige Yantra-Tätowierungen Elemente der buddhistischen Kunst (Bsp. Ritualdiagramme) mit Elementen der Symbolsprache prä-buddhistischer oder auch schamanistischer Religionen (Bsp. Tierdarstellungen) Südostasiens. So lassen sich verschiedene Symbole und Darstellungen (Bsp.: Hanuman) auf Einflüsse des Hinduismus zurückführen.
Die Vermischung und Fruchtbarmachung unterschiedlicher Anschauungen und künstlerischer Elemente wurde durch die generelle Offenheit des Buddhismus für Kunstformen und Traditionen erleichtert. Spätestens seit dem 19. Jahrhundert treten in Thailand auch Bücher und (Lehr-)Schriften auf, die sich mit der Erstellung und der Funktion von Yantra-Tätowierungen und magischer Schutzkleidung befassen.

## Bedeutung

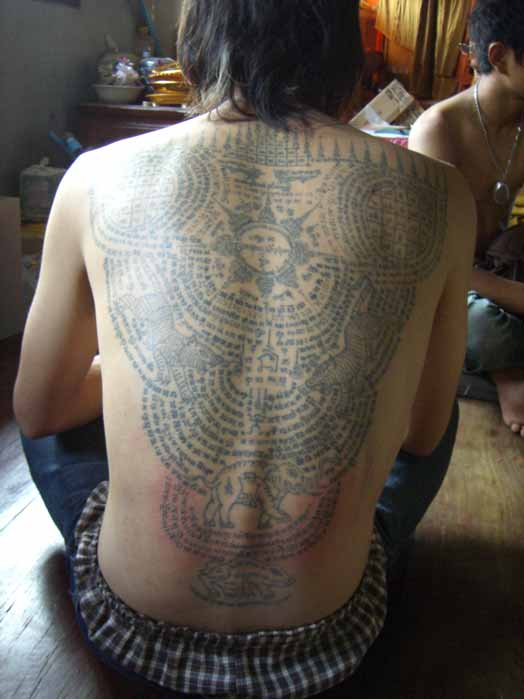
Der Rücken eines Anhängers des Wat Bang Phra-Tempels bedeckt mit Yantra-Tätowierungen

Yantra-Tätowierungen wird von ihren Trägern die Funktion zugesprochen, mystische Kräfte, (magischen) Schutz oder Glück zu verleihen. Kambodjaner sind hierbei der Meinung, die Tätowierung entfalte eine Schutzfunktion, ähnlich einem Talisman. So soll die Tätowierung das Böse oder Mühsal und Bedrängnis fernhalten. Dieser Glaube geht so weit, dass die Tätowierung – dem Volksglauben nach – sogar physischen Schaden abwehren könne, eine der Eigenschaften, welche den Körperschmuck besonders bei Soldaten beliebt macht. Thailand ist das Land mit der höchsten Zahl an Praktizierenden. Die Praxis des Tätowierens wird in Tempeln in Bangkok, Ayutthaya und im Norden Thailands durchgeführt.
Nach traditioneller Sicht – zumindest innerhalb der Volksgruppe der kambodjanischen Khmer – können und sollen nur Männer die magischen Tätowierungen erhalten. Die Ansicht geht sogar so weit, dass der Umgang oder auch die nähere Anwesenheit von Frauen zu einer wie auch immer gearteten Form von (magischer) Verunreinigung führt, welcher unter anderem die (Schutz-)Funktion magischer Zeichen und Objekte negativ beeinflusst oder gar aufhebt. Diese geschlechterspezifische Sichtweise der magischen Tätowierpraxis hängt wohl stark mit den traditionellen Rollenvorstellungen und Aufgaben der Geschlechter innerhalb der Volksgruppe zusammen. So war die Notwendigkeit des Tragens von Tätowierungen mit Schutzfunktion für Frauen innerhalb ihres traditionellen Aufgabenbereiches nicht notwendig. Diese Sichtweise wird durch einen Wandel der Tätowierpraxis innerhalb der kambodjanischen Diaspora in den USA gestützt. Dort lassen sich immer mehr Frauen Sakraltätowierungen stechen, um z. B. in ihrer Funktion als Geschäftspartner magische Unterstützung zu erhalten.
Die Yantra-Ornamente treten jedoch nicht nur als Tätowierungen auf, sondern üben auch als bloße Verzierungen Schutzfunktion aus. In Thailand wurden daher als sua yantra bezeichnete Kleidungsstücke mit Yantra-Ornamenten direkt auf der Haut als Ersatz für die schmerzhaften Tätowierungen getragen. Die Schutzwirkung der Kleidung soll derjenigen der Tätowierungen in nichts nachstehen. Die sua yantra können daher als eine Art austauschbarer Tätowierung gesehen werden.
Die Motive der Yantra-Tätowierungen werden daher um ihrer magischen Funktion nicht nur als Körper- oder Kleiderschmuck, also direkt am Menschen, eingesetzt, sondern lassen sich auch – in Form von Malereien u. ä. – an Häusern, Autos und anderen vom Menschen geschaffenen Gegenständen finden. Auch hier sollen sie jeweils spezifische Schutzfunktionen ausüben.

## Nachweise
1. ↑  http://www.buddhistchannel.tv/index.php?id=57,8938,0,0,1,0
2. ↑   Archivlink (Memento vom 15. Juli 2011 im Internet Archive)
3. ↑  „[...] a yantra is understood to be an instrument designed to curb the psychic forces by concentrating them on a pattern, and in such a way that this pattern becomes reproduced by the visualising power of a person. But it is also regarded as a visual expression of a mantra [...]."“ Siehe Jana Igunma, Human body, spirit and disease, S. 128–129.
4. 1 2 3  Archivierte Kopie (Memento vom 1. Oktober 2011 im Internet Archive)
5. ↑  Chean Rithy Men, The Changing Religious Beliefs and Ritual Practices among Cambodians in Diaspora, S. 226.
6. ↑  "Human bile collected from a [.] enemy [...] the skin of a monk." Siehe Ian Harris, Cambodian Buddhism, S. 61.
7. ↑  "On completion, the tattoo must be consecrated. [...] is to receive ritual aspersion [...]." Siehe Ian Harris, Cambodian Buddhism, S. 61.
8. ↑  Ian Harris, Cambodian Buddhism, S. 61, auch Donald K. Swearer, Becoming the Buddha, S. 69.
9. ↑  "The ancient Khmer alphabet is considered sacred [...]." Siehe Jana Igunma, Human body, spirit and disease, S. 131 und Ian Harris, Cambodian Buddhism, S. 61.
10. ↑  Seckel, Kunst des Buddhismus, S. 94.
11. ↑  "Auch entstehen bedeutende Leistungen [...], wo ein nachträglich in einen alten Kulturkreis eintretendes Volk nun erst seine charakteristischen religiösen Gestalttypen schafft, wie etwa das Thai-Volk im 14./15. Jh. auf den Schultern der Dvâravatî- und Khmer-Kunst." Siehe Seckel, Kunst des Buddhismus, S. 95.
12. ↑  "[...] Buddhist religious and animistic tattoo designs, [...] animals and number[s]Vollkommen perfektes magisches Quadrat[.], have also been worn by the Yao and Meo of [...] Thailand and Laos." Siehe Rivers, Layers of Meaning, S. 51.
13. ↑  "Wearing the Hindu-originated painted images [...]." Siehe Rivers, Layers of Meaning, S. 51; zur Nutzung von Nagas und Garudas siehe Jana Igunma, Human body, spirit and disease, S. 131.
14. ↑  "Der Buddhismus verstand es [...] sich mit den einheimischen, traditionellen Geistesmächten zu arrangieren, so daß nicht selten eine Art von Synkretismus zustande kam, dem er sein Vorzeichen gab und mehr oder weniger stark seinen Stempel aufprägte; [...]." Siehe Seckel, Kunst des Buddhismus, S. 11.
15. ↑  "Manuscripts dealing with the broad field of spirituality include books on [...] as well as [...] tattooing manuals and protective shirts." Siehe Jana Igunma, Human body, spirit and disease, S. 121.
16. ↑  leisurecambodia.com (Memento vom 22. November 2011 im Internet Archive)
17. ↑  "Traditionally, magical tattoos are only for men, and the power of tattoos itself can be decreased when a man wearing them comes into inappropriate contact with women. Customarily, women are believed to be dangerous sources of pollution, which can affect sacred and magical objects." Siehe Chean Rithy Men, The Changing Religious Beliefs and Ritual Practices among Cambodians in Diaspora, S. 226 auch Ian Harris, Cambodian Buddhism, S. 61.
18. ↑  "[...] transformation of religious conceptions regarding magical power as related to gender. [...]The changes in relation to magical tattoos are also embedded in the shifting economic status of Khmer women and the social networks which they have established in American society. [...] Thus, if a woman is to lead the family [...] she needs some kind of protection. Magical tattoos are one of the solutions." Siehe Chean Rithy Men, The Changing Religious Beliefs and Ritual Practices among Cambodians in Diaspora, S. 227.
19. ↑  "[...] the shirts are believed to make the body invincible. [...] many have worn these shirts to make themselves bullet-proof." Siehe Rivers, Layers of Meaning, S. 51; "[t]he ancient Khmer alphabet [...] was often used to write down the invocations (mantra) in the shirt." Siehe Jana Igunma, Human body, spirit and disease, S. 131.
20. ↑  "[...] magic talismanic shirts are viewed as kinds of removable tattoos." Siehe Rivers, Layers of Meaning, S. 51–52.
21. ↑  "Every Cambodian house has a yantra above the entrance door to protect the house and keep bad spirits from entering." Siehe Chean Rithy Men, The Changing Religious Beliefs and Ritual Practices among Cambodians in Diaspora, S. 230.